# Principio de no contradicción

Expresión formal del principio.

El principio de no contradicción (PNC), o a veces llamado principio de contradicción, ley de la contradicción o ley de no contradicción, es un principio clásico de la lógica y la filosofía, según el cual una proposición {\displaystyle (A)} y su negación {\displaystyle (\neg A)} no pueden ser ambas verdaderas al mismo tiempo y en el mismo sentido. El principio también tiene una versión ontológica: nada puede ser y no ser al mismo tiempo y en el mismo sentido; y una versión doxástica: nadie puede creer al mismo tiempo y en el mismo sentido una proposición y su negación. El principio de no contradicción es, junto con el principio de identidad y el principio del tercero excluido, una de las leyes clásicas del pensamiento lógico. Aristóteles, quien fue uno de los primeros en formularlo, lo consideró como el "primer principio", pues de él surgen los demás.
El principio de no contradicción puede expresarse en el lenguaje de la lógica proposicional. Si A es una metavariable que representa una fórmula cualquiera, entonces el principio de no contradicción se expresa como tautología:
{\displaystyle \neg (A\land \neg A)}  es verdadera.
El principio de no contradicción permite juzgar como falso todo aquello que implica una contradicción. De ahí la validez de los argumentos por reducción al absurdo.

## Historia
La formulación de este principio viene de Parménides quien formuló su ley de identidad donde enuncia "lo que es es y lo que no es no es", a partir de este principio deduce que "lo que es no puede no ser", aunque otros como Allan Bloom, considera que la primera declaración explícita conocida del principio de no contradicción se da en la La República de Platón donde el personaje Sócrates dice, "es claro que la misma cosa no estará dispuesta al mismo tiempo a hacer o sufrir cosas contrarias con respecto a lo mismo y en relación al mismo objeto", desconociendo el papel de la lógica de Parménides, pero está claro que Platón y Aristóteles tuvieron bases en los presocráticos eleatas para formular este principio. Por otro lado, según Platón y Aristóteles, se decía que Heráclito había negado el principio de no contradicción. Según Heráclito, el devenir y el constante conflicto de opuestos es el logos universal de la naturaleza.
Aristóteles, en su Metafísica, presenta la siguiente formulación del principio de no contradicción: «es imposible que, al mismo tiempo y bajo una misma relación, se dé y no se dé en un mismo sujeto, un mismo atributo». De su no observancia surgirá una contradicción lógica formal. Esta es quizás la formulación más conocida e influyente del principio de no contradicción. Además de dar la formulación, Aristóteles ofrece una defensa de la verdad necesaria del principio. Según Aristóteles, como el principio de no contradicción es justamente un principio, no puede ser deducido a partir de principios más básicos. En cambio, se lo puede defender mostrando las consecuencias intolerables de negarlo, o que todo aquel que lo niegue de alguna manera lo está suponiendo. Por ejemplo, Aristóteles argumenta que al negar el principio de no contradicción, implícitamente se lo está suponiendo, porque el mismo acto de hacer una afirmación implica que se afirma una cosa y no lo contrario. Además, Aristóteles considera el caso de alguien que niega el principio, sosteniendo que cada proposición es a la vez verdadera y falsa, y pregunta por qué tal persona toma la ruta de Megara para llegar hasta allí desde Atenas, puesto que en la opinión de tal persona es tan verdadero que cualquier otro camino lo llevaría a Megara.
Podría decirse que hay tres versiones del principio de no contradicción en Aristóteles:
1. Ontológica : "es imposible que la misma cosa pertenezca y no pertenezca a la misma cosa al mismo tiempo y con el mismo respeto". (1005b19-20)
2. Psicológica : "nadie puede creer que lo mismo puede (al mismo tiempo) ser y no ser". (1005b23-24)
3. Lógica : "el más seguro de todos los principios básicos es que las proposiciones contradictorias no son verdaderas simultáneamente". (1011b13-14)

En su comentario a la Metafísica, Avicena da un argumento similar. Dice que a cualquier persona que niegue el principio de no contradicción, se la debería golpear y quemar hasta que admita que ser golpeado y ser quemado no es lo mismo que no ser golpeado y no ser quemado.
Para Gottfried Leibniz y, en general, para los filósofos racionalistas, el principio de no contradicción es innato, es decir, su naturaleza se halla en el alma humana sin necesidad de haber sido aprendido. En sus Nuevos Ensayos, Leibniz lo expresa del siguiente modo: «El principio de no contradicción incluye dos enunciaciones verdaderas: la primera, que una proposición no puede ser verdadera y falsa a la vez; la segunda, que no puede ocurrir que una proposición no sea ni verdadera ni falsa.»[cita requerida] Leibniz y Kant usaron la ley de la no contradicción para definir la diferencia entre proposiciones analíticas y sintéticas. Para Leibniz, los enunciados analíticos se derivan del principio de no contradicción y los sintéticos del principio de razón suficiente. Christian Wolff derivó en Ontología el principio de razón suficiente a partir del principio de no contradicción. Hegel, en su Lógica (1808-1816), se opuso al principio de no-contradicción en nombre de su tríada dialéctica. Muestra, por ejemplo, que el devenir es una unidad del ser y el no ser.

El principio fue establecido como un teorema de lógica proposicional por Bertrand Russell y Alfred North Whitehead en Principia Mathematica como:
{\displaystyle \mathbf {*3\cdot 24} .\ \ \vdash .\thicksim (p.\thicksim p)}

## Revisión y crítica del principio
Como ocurre con todos los axiomas de la lógica, se alega que la ley de no contradicción no es verificable ni falsable, sobre la base de que cualquier prueba o refutación debe utilizar la ley misma antes de llegar a la conclusión. En otras palabras, para verificar o falsear las leyes de la lógica se debe recurrir a la lógica como arma, acto que esencialmente sería contraproducente. Desde principios del siglo XX, ciertos lógicos han propuesto lógicas que niegan la validez de la ley.
Las lógicas conocidas como "paraconsistentes" son lógicas tolerantes a la inconsistencia en el sentido de que, desde P junto con ¬P, no implica que se siga ninguna proposición. De hecho, se viola en un sistema de lógica dialéctica. Graham Priest defiende la opinión de que, bajo ciertas condiciones, algunas declaraciones pueden ser verdaderas y falsas simultáneamente, o pueden ser verdaderas y falsas en diferentes momentos. El dialeteismo surge de paradojas lógicas formales, como la paradoja del mentiroso.
En varias derivaciones axiomáticas de la lógica, esto se resuelve efectivamente mostrando que (P ∨ ¬P) y su negación son constantes, y simplemente definiendo VERDADERO como (P ∨ ¬P) y FALSO como ¬ (P ∨ ¬P), sin pronunciarse sobre el principio de bivalencia o el principio del tercero excluido.
Sin embargo, no todas las lógicas paraconsistentes niegan la ley de la no contradicción y algunas de esas lógicas incluso la prueban. El principal consenso entre los dialécticos es que la dialéctica no viola la ley de contradicción de la lógica formal, aunque se ha intentado crear una lógica paraconsistente. Gerald Massey cuestionó que las verdades lógicas no son necesarias, pues la misma noción de necesidad se presupone al llamar a las leyes lógicas "verdades necesarias". Dicho argumento fue anteriormente desarrollado por Quine al criticar la distinción analítico-sintético y a priori-a posteriori.
Hay varias objeciones al dialeteismo que involucran el principio de explosión, donde se puede deducir cualquier proposición a partir de una contradicción. Husserl argumenta que "es contradictorio afirmar que la verdad no es absoluta porque la verdad es absoluta". Aristóteles sostuvo que aquellos que rechazan el PNC en realidad no lo hacen o estarían renunciando a un discurso. Otros han objetado a la lógica paraconsistente sobre la base de que es simplemente imposible que un enunciado y su negación sean conjuntamente verdaderos.